# Alexandre de Lieja
Alexandre II de Lieja (nascut el ? - mort a Roma, 6 d'agost de 1167) fou príncep-bisbe del principat de Lieja de 1164 a 1167.
Era probablement un noble d'una senyoria del comtat d'Haspengouw o de Duras. El 1130 va ser ardiaca d'Haspengouw, el 1135 ardiaca de Trèveris i el 1145 prebost del capítol de Sant Lambert. A l'octubre de 1165, l'arquebisbe de Colònia Reginald de Dassel. Va fer exhumar les restes de Carlemany i transferir-les a un reliquiari d'argent en preparació de la seva canonització que va concelebrar el 29 de desembre seguint amb Reginald.
A l'inici de 1167 va participar junts amb l'abat de l'principat de Stavelot-Malmedy a l'expedició de l'emperador Frederic I, dit Barba-Roja a Itàlia. El 29 de maig participà en la batalla de Túsculum. Va acompanyar l'emperador quan va entrar a Roma i va fer-se coronar per l'antipapa Pasqual III. Durant l'estada va arreplegar la pesta negra i morí a Roma el 6 d'agost. La seva despulla va ser transportada a Lieja i sebollida a la catedral de Sant Lambert.